# Общ съюз на трудещите се
Общ съюз на работниците (на испански: Unión General de Trabajadores, UGT) е испански профсъюз, основан през 1888 г. в Барселона от Пабло Иглесиас. Първоначално той има марксистка, а след това реформаторска социалдемократическа ориентация.

## История
От момента на създаването си профсъюзът има тесни връзки с Испанската социалистическа работническа партия (PSOE), създадена през 1879 г. отново от Пабло Иглесиас. Първият председател на UGT е Антонио Гарсия Кехидо. По време на Първата световна война UGT подкрепя тактиката на сътрудничество с по-радикалната синдикалистка организация Национална конфедерация на труда (CNT). По време на дясната диктатура на Мигел Примо де Ривера обаче пътищата им се разделят: CNT е в радикална конфронтация с режима, а UGT се опитва да намери начини да функционира законно.
Общият съюз на работниците, под ръководството на Франсиско Ларго Кабайеро, който оглавява и PSOE след смъртта на Иглесиас, има голямо политическо влияние по време на Втората република, с над милион членове. Преди и по време на Гражданската война в Испания профсъюзът се противопоставя на анархисткия конкурентен профсъюз, Националната конфедерация на труда. Поради вътрешни разногласия Кабайеро подава оставка като генерален секретар на UGT след 1937 г.
По време на диктатурата на Франсиско Франко Общият съюз на работниците е в нелегалност и провежда своите конгреси в изгнание в Тулуза. Той е легализиран през 1977 г. след смъртта му и днес е най-големият профсъюз в Испания, конкуриращ се по отношение на броя на членовете с комунистическите Работническа комисия и далеч пред анархо-синдикалистките Обща конфедерация на труда и Национална конфедерация на труда.
Освен собствените си профсъюзни дейности Общият съюз на работниците действа като агенция за набиране на персонал и предоставя помощ на работници в затруднено положение, включително имигранти.